# Laurenzenvorstadt
Die Laurenzenvorstadt ist eine Strasse in der aargauischen Kantonshauptstadt Aarau. Sie ist die östliche Verlängerung der Laurenzentorgasse in der Altstadt (benannt nach dem abgetragenen Laurenzentor). Die Strasse führt zunächst gerade, danach in einem leichten Bogen südostwärts zum Kreuzplatz, wo sie auf die Bahnhofstrasse sowie auf die Hauptstrassen nach Rohr und Suhr trifft. Auf halbem Weg zweigt nach Nordosten die Strasse zum Telliquartier ab. Der Grossteil der Laurenzenvorstadt ist als schützenswertes Ortsbild in die eidgenössische Denkmalliste aufgenommen worden, da sich entlang der Strasse stadttypische Gebäudeensemble befinden. Zahlreiche Gebäude entlang der Strasse sind zusätzlich als Einzelobjekte kantonal geschützt.

## Geschichte

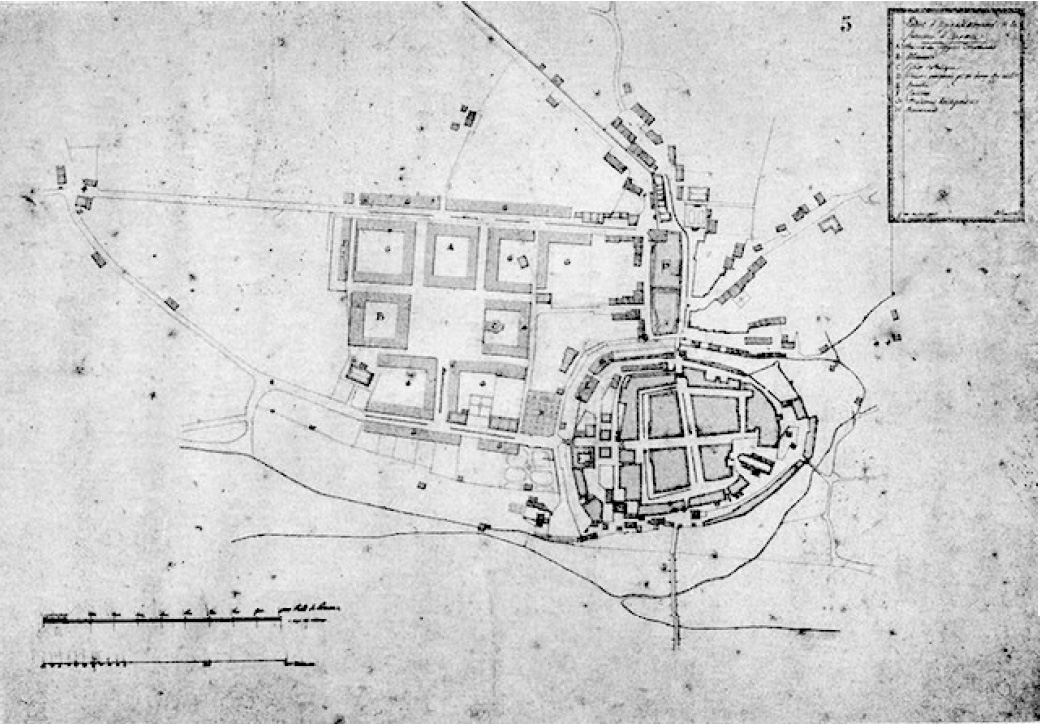
Plan d’Agrandissement de la Commune d’Aarau von Johann Daniel Osterrieth

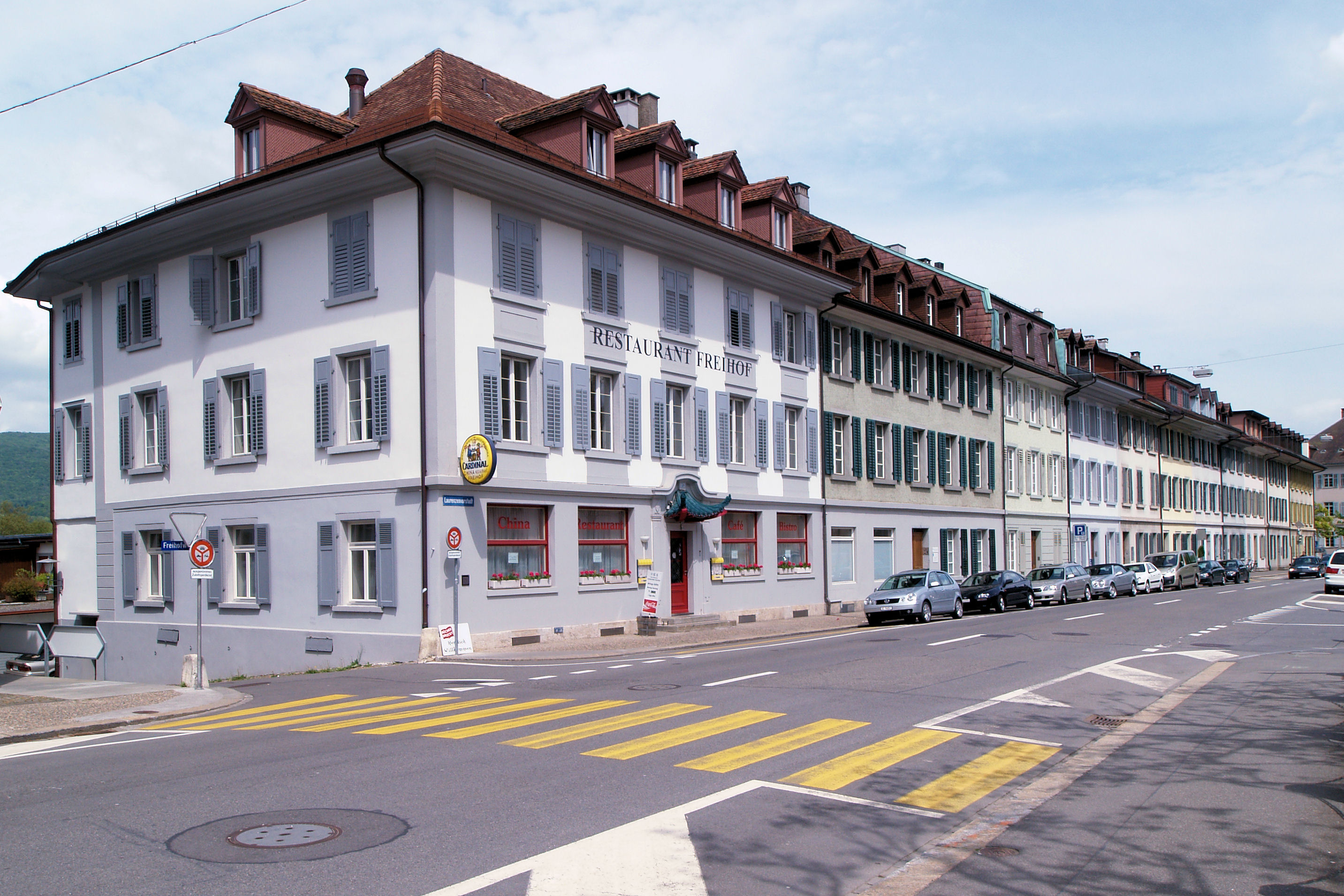
Die Neuen Häuser in Aarau, östlicher Häuserblock (Laurenzenvorstadt 59–79)

Die Strassenbebauung entstand im Zusammenhang mit der Helvetischen Republik. Die französischen Besatzer erklärten Aarau am 12. April 1798 zur Hauptstadt. Innerhalb kürzester Zeit mussten repräsentative Regierungsgebäude geplant werden. Schon am 26. April 1798 reichte der elsässische Architekt Johann Daniel Osterrieth den Plan d’Agrandissement de la Commune d’Aarau ein.
Dieser Plan sah östlich der Altstadt das Regierungsviertel vor, wobei die Laurenzenvorstadt den nördlichen Abschluss bilden sollte. Das bereits vorhandene Strässchen baute man zu einer knapp 20 Meter breiten Repräsentationsstrasse aus. Auch begann nördlich davon die Errichtung zweier ungleich langer Häuserzeilen, der «Neuen Häuser». Sie sind die einzigen Bauwerke, die über das Planungsstadium der neuen helvetischen Hauptstadt hinauskamen. Die Gemeindeversammlung beschloss nämlich am 5. Mai 1798, den Bau der «Neuen Häuser» vorzuziehen. Wegen des Mangels an höherwertigem Wohnraum für Regierungsbeamte stufte man diese als dringlicher ein und verschob den Bau des Regierungsviertels.
Mit der Entscheidung im September 1798, die helvetische Hauptstadt nach Luzern zu verlegen, waren die Pläne für das Regierungsviertel hinfällig geworden. Auf einem Teil der dafür vorgesehenen Fläche südlich der Laurenzenvorstadt baute man danach die Kaserne. Im Frühjahr 1799 waren zwei der Neuen Häuser aufgerichtet und unter Dach sowie zwei weitere im Rohbau fertig. Die restlichen Gebäude waren noch nicht weit fortgeschritten, als zu diesem Zeitpunkt der Zweite Koalitionskrieg die Bauarbeiten endgültig zum Erliegen brachte.
1803 beschloss die Stadt Aarau den Verkauf der Häuser, wobei beim Kauf auch das städtische Bürgerrecht unentgeltlich erworben werden konnte. Mit dem Erlös wurden anschliessend nacheinander die restlichen Häuser fertiggestellt. Dies zog sich allerdings bis 1825 hin, als das 15. Haus bezogen werden konnte. Auf der südlichen Strassenseite befindet sich das ehemalige Berner Kornhaus, um das nach 1845 die Kaserne Aarau entstand. Deren Offiziershaus wurde erst 1905 fertiggestellt.

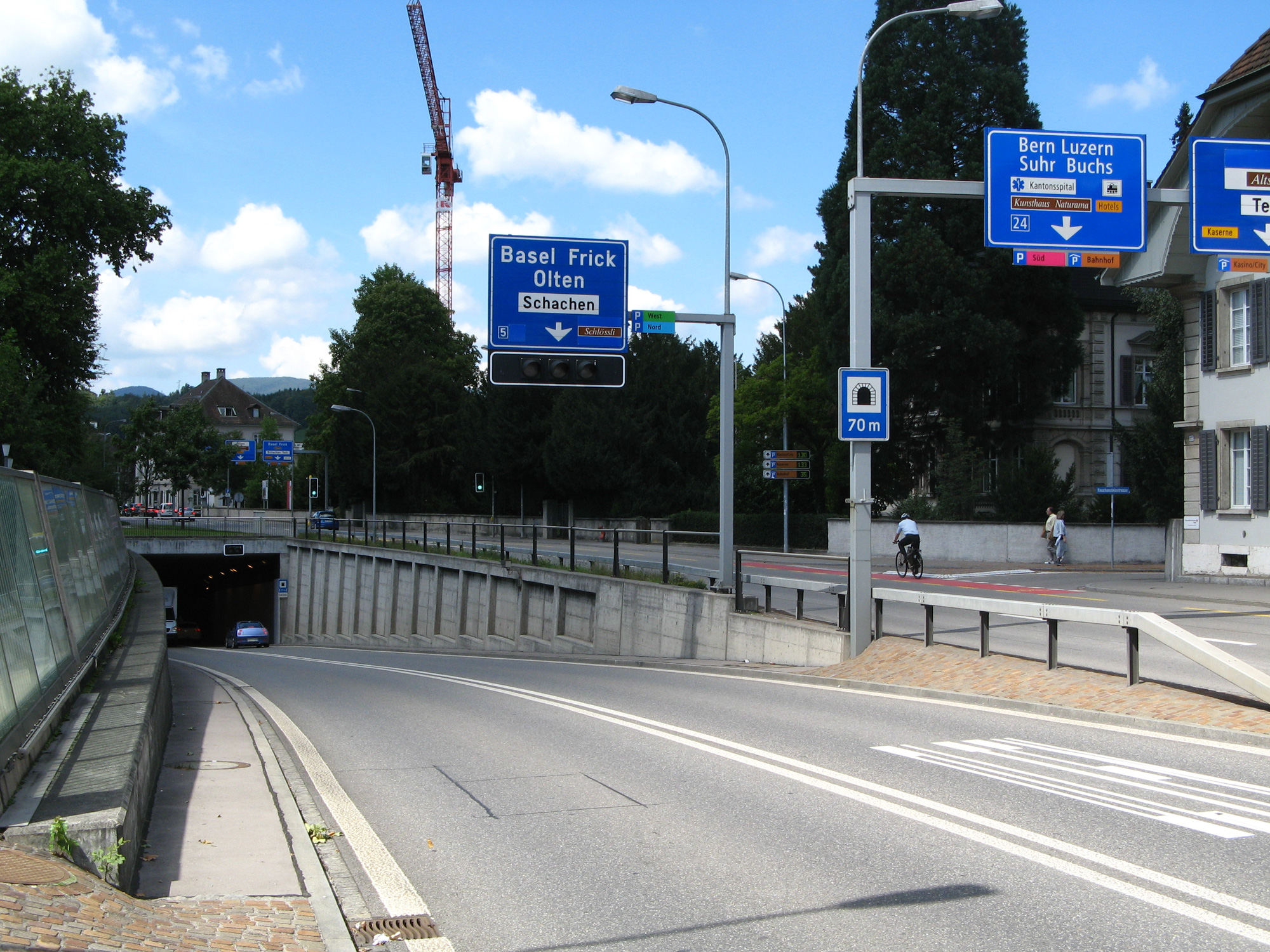
Portal des Sauerländertunnels in der Laurenzenvorstadt

Beide Fahrspuren des östlichen Teils der Laurenzenvorstadt sind für den motorisierten Individualverkehr nur in westlicher Richtung befahrbar. Der westliche Teil bis zur Poststrasse, entlang der Kaserne, ist in beide Richtungen befahrbar. 2003 wurde zur Entlastung der Altstadt und der Laurenzenvorstadt vom Durchgangsverkehr der Sauerländertunnel eröffnet. Er ist 245 Meter lang, beginnt auf der Höhe der Rauchensteinstrasse und führt zur Mühlemattstrasse in der Nähe der Kettenbrücke.

## Gebäude

### Nr. 1
Das ehemalige Hauptgebäude der Aargauischen Kreditanstalt wurde 1892 erbaut, 1979 abgebrochen und durch einen Neubau ersetzt.

### Nr. 3 (Haus zum Schlossgarten)
Das heute als Kunstmuseum genutzte klassizistische Haus zum Schlossgarten war 1798 für einige Monate der Sitz der Regierung der Helvetischen Republik. Es wurde 1777 als einstöckiger Pavillon erbaut und 1792 durch den Dragonermajor Daniel Pfleger zu einem dreistöckigen Wohnhaus ausgebaut. In den Jahren 1803/04 war hier vorübergehend die Stadtverwaltung untergebracht.

### Nr. 7

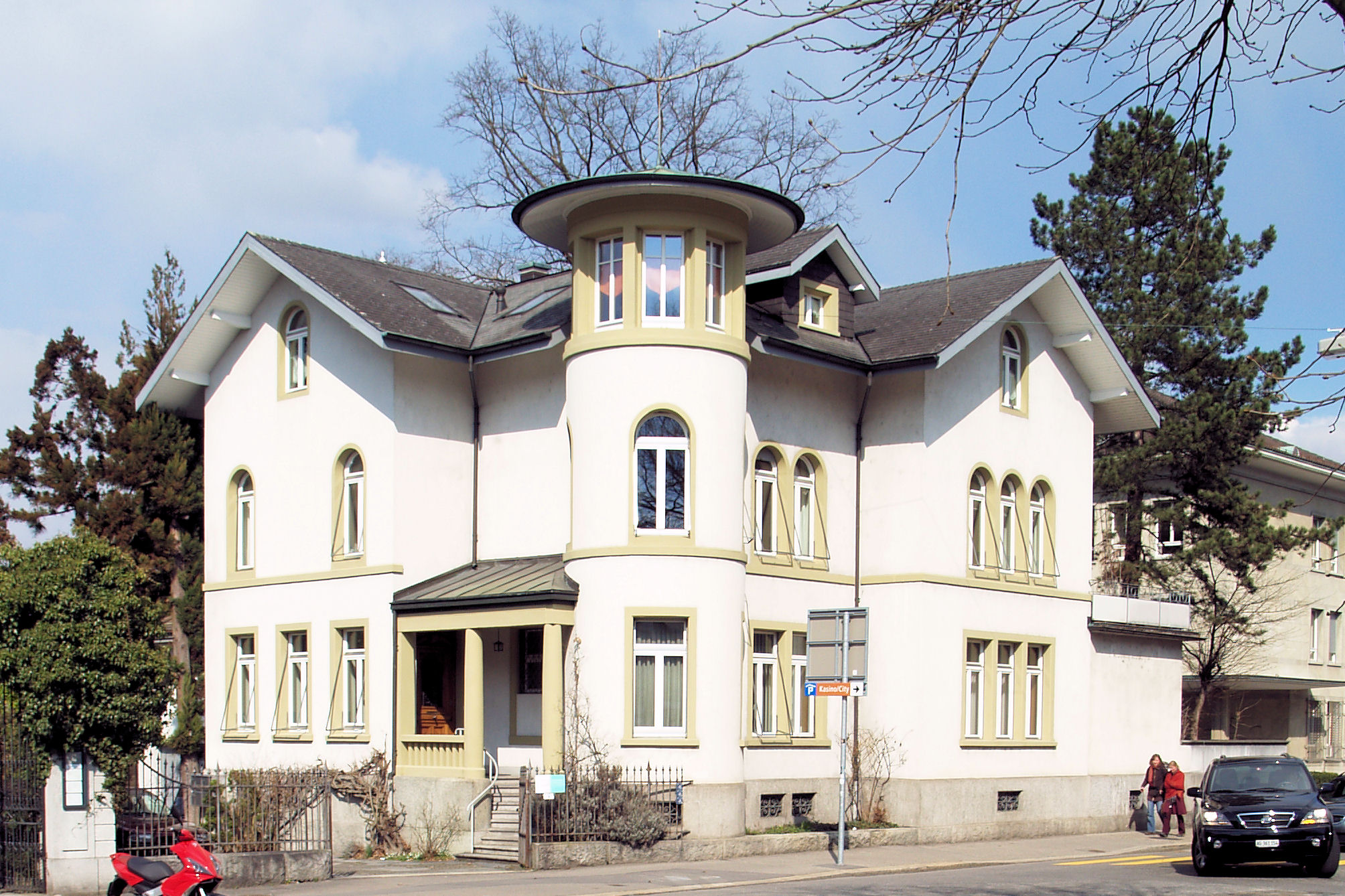
Haus Nummer 7

Die herrschaftliche Villa wurde 1865 auf dem Gelände des Schlossgartens erbaut. Anfänglich trug sie die Hausnummer 5, tauschte allerdings mit seinem Nebengebäude die Nummer. Das Haus ist stark gegliedert und besitzt einen Eckturm. Es orientierte sich an der Berliner Schinkelschule, wurde aber 1950 purifiziert.

### Nr. 9
In diesem modernen Gebäude sind mehrere kantonale Verwaltungen untergebracht. So ist es der Sitz des Kantonalen Steuergerichtes und des Baudepartementes. Daneben ist es auch der Sitz der Verwaltung der Aargauischen Maturitätsschule für Erwachsene.

### Nr. 11
Das Haus wurde 1774 vom Berner Architekten Carl Ahasver von Sinner (1754–1821) erbaut. Es liegt von der Strasse weg nach Norden zurückversetzt.

### Nr. 19–25, 59–79 (Neue Häuser)
Die westliche Reihe der «Neuen Häuser» umfasst die Nummern 19 bis 25, die östliche Reihe der «Neuen Häuser» die Nummern 59 bis 79.

### Nr. 57

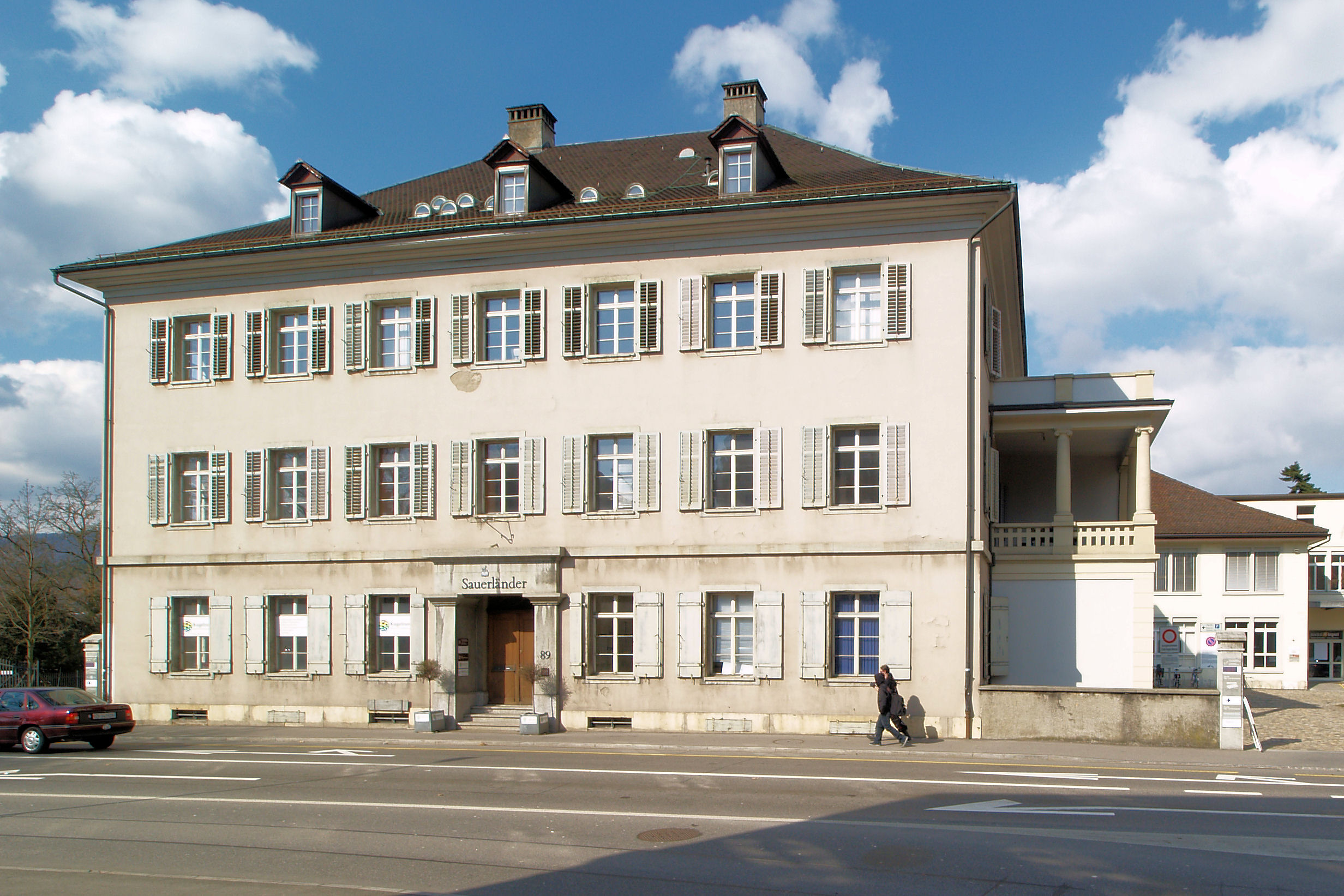
Sauerländer-Haus

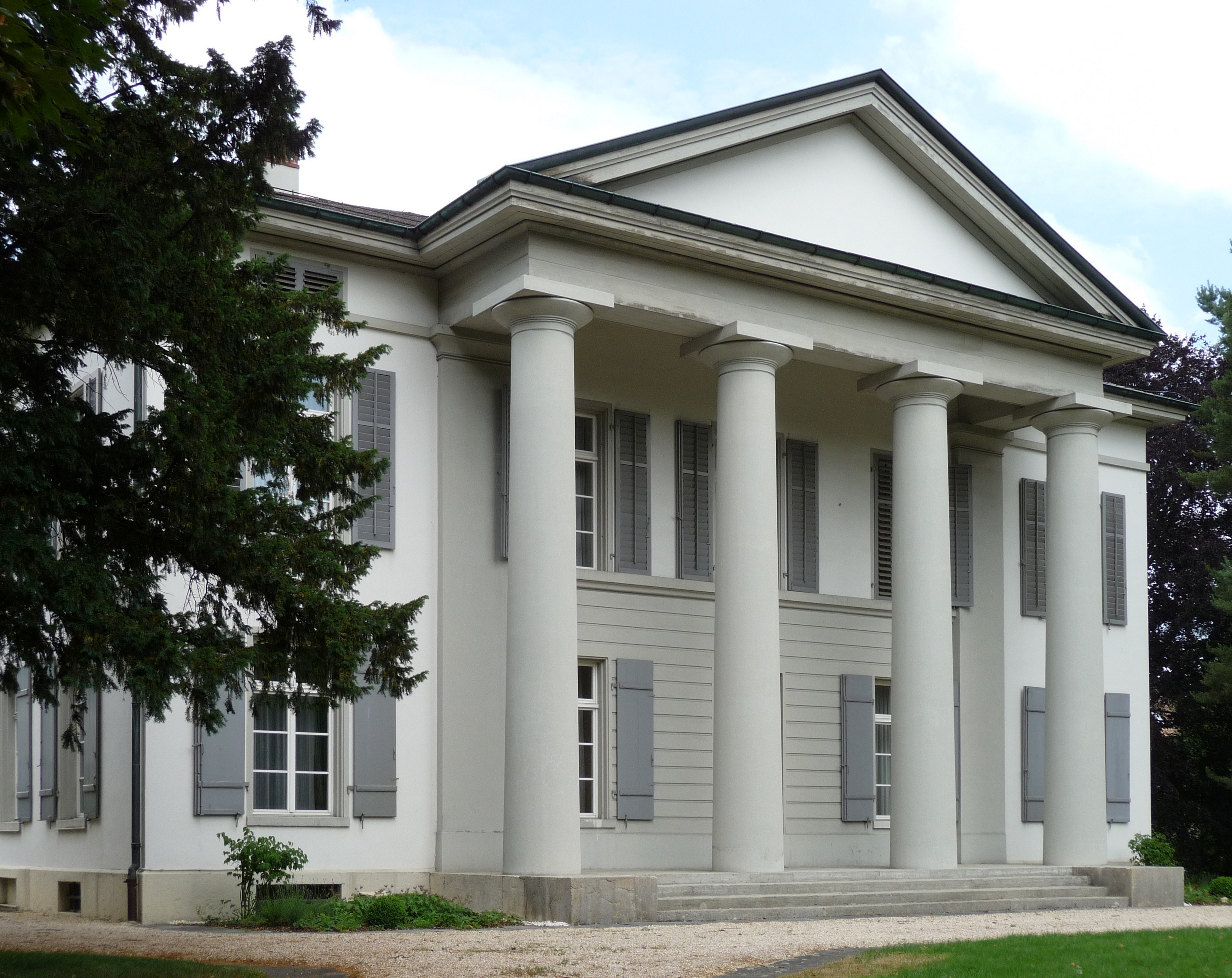
Säulenhaus

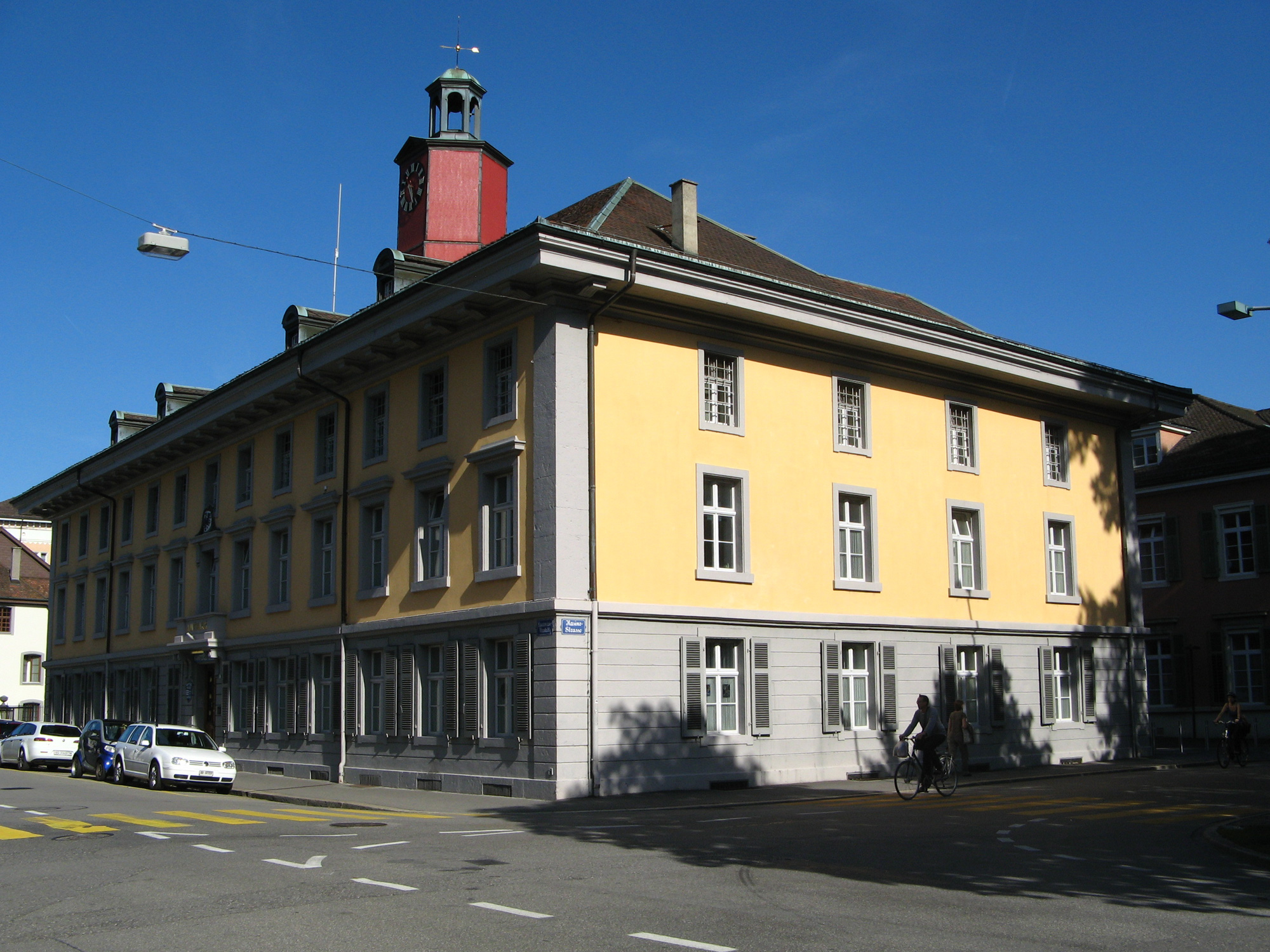
Amthaus

Das Mehrfamilienhaus im neubarocken Stil wurde 1899 vom Baugeschäft M. Zschokke für den Weinhändler Manuel Viviell-Tarats erbaut.

### Nr. 89 Sauerländer-Haus
An der Laurenzenvorstadt 89 befindet sich das zwischen 1831 und 1835 erbaute grosse Wohnhaus des Heinrich Remigius Sauerländer. Es wurde zum Sitz des von ihm gegründeten Sauerländer-Verlages.

### Nr. 107 (Säulenhaus)
Das für Gottlieb Frey-Fischer erbaute Säulenhaus wurde 1838 vollendet. Der Baumeister Hermann aus Brugg wurde von C. F. von Ehrenberg aus Zürich unterstützt.

### Nr. 115
Das Zweifamilienhaus im Neurenaissance-Stil wurde 1898 vom Kantonsbaumeister Robert Ammann erbaut.

### Nr. 117 (Rössligut)
Das Hauptgebäude des Rössligutes erstreckte sich im 18. Jahrhundert über das gesamte Gebiet zwischen dem heutigen Kreuzplatz, der Laurenzenvorstadt und dem Balänenweg. Das ländliche (längliche?) Wohnhaus wurde 1817 erbaut. Im zweiten Viertel des 19. Jahrhunderts wurden westlich zwei Wohnhäuser in Reihe angebaut.

### Nr. 12 (Amthaus)
Beim Amthaus handelt es sich um das westlichste Haus auf der Südseite der Laurenzenvorstadt, westlich davon führt die Casinostrasse südwärts.
Das Gebäude wurde zwischen 1784 und 1787 vor dem Laurenzentor als Spital von den Stadtbehörden errichtet. Es diente in der Zeit der helvetischen Revolution verschiedenen Zwecken, bis 1802 die Kantonsschule einzog, die mit der Zeit das gesamte Gebäude nutzte. Nachdem der Neubau der Kantonsschule 1896 bezogen worden war, diente es als Bürogebäude. Im Jahr 1936 wurde es zum Amthaus des Bezirkes Aarau umgebaut, heute beherbergt das Gebäude auch die Stadtwache der Kantonspolizei. In ihm ist auch das Bezirksgefängnis untergebracht.

### Nr. 28

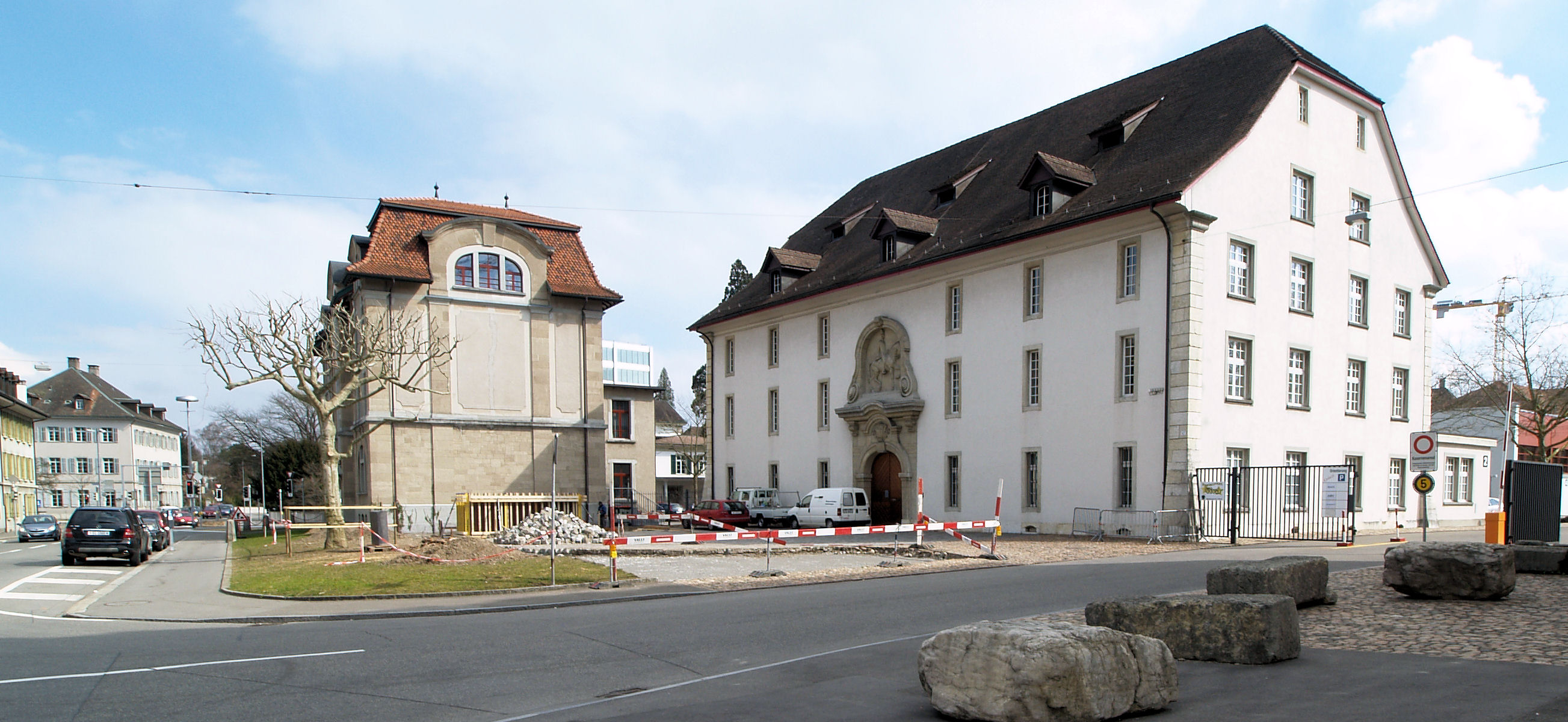
Kaserne Aarau, links Offiziershaus, rechts altes Zeughaus

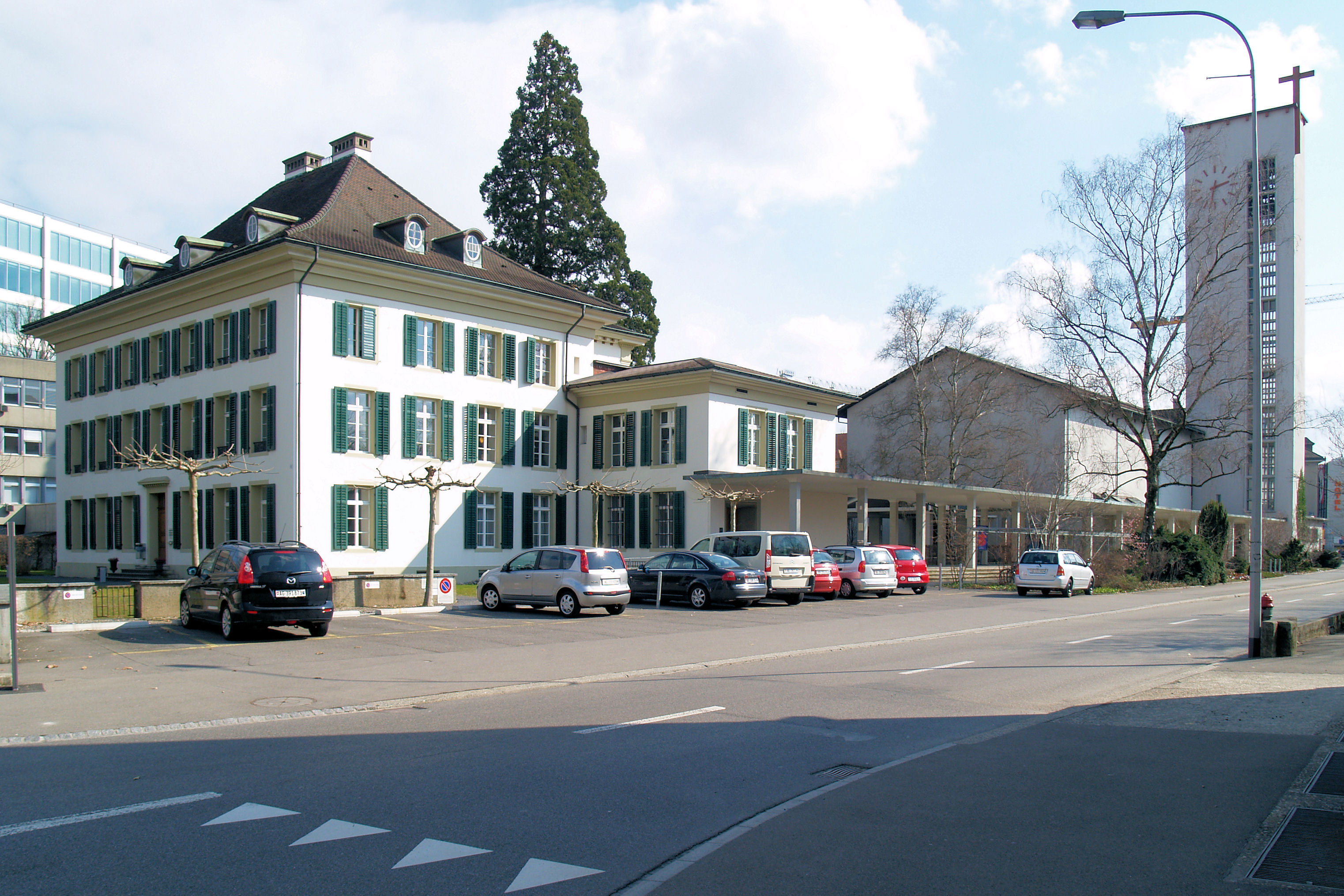
Meyerhaus und Pfarrkirche St. Peter und Paul

Das Landhaus wurde 1783 im Auftrag von Andreas Hagnauer errichtet. Das rückwärtige Ökonomiegebäude wurde 1825 durch ein Wohnhaus ersetzt. 1844 übernahm der Kanton Aargau die östliche Hälfte des Gutes und errichtet darauf die Kaserne. Das Gebäude selber wurde 1907 vom Staat übernommen.

### Nr. 48–70 Kaserne Aarau
Der Hauptbau der Kaserne Aarau (Nr. 48) wurde zwischen 1845 und 1849 unter der Leitung vom Kantonsbaumeister Carl Rothpletz nach Plänen von Joseph Caspar Jeuch erbaut. Das alte Zeughaus (Nr. 62) entstand aus dem alten bernischen Kornhaus von 1775. Das ehemalige Offiziershaus (Nr. 70, auch Trompeterhaus genannt) wurde 1904/05 von Hugo Albertini erbaut. Davor steht das Schützendenkmal.

### Nr. 80 (Meyerhaus, heute römisch-katholisches Pfarrhaus)
Das ehemalige Meyerhaus, später Feerhaus, entstand zwischen 1794 und 1797 nach Plänen von Johann Daniel Osterrieth. Es wurde 1937 an die römisch-katholische Kirchengemeinde verkauft. Diese errichtete südlich davon 1940 die Pfarrkirche St. Peter und Paul und nutzt nun das 1939 umgebaute Gebäude als Pfarrhaus.